# Вежбно (Мазовецьке воєводство)
Вежбно (пол. Wierzbno) — село в Польщі, у гміні Вежбно Венґровського повіту Мазовецького воєводства.
Населення — 285 осіб (2011).
У 1975—1998 роках село належало до Седлецького воєводства.

## Демографія
Демографічна структура станом на 31 березня 2011 року:
|          | Загалом | Допрацездатний вік | Працездатний вік | Постпрацездатний вік |
| -------- | ------- | ------------------ | ---------------- | -------------------- |
| Чоловіки | 143     | 18                 | 104              | 21                   |
| Жінки    | 142     | 22                 | 85               | 35                   |
| Разом    | 285     | 40                 | 189              | 56                   |